# Leif Ove Andsnes
Leif Ove Andsnes (Karmøy, 7 de abril de 1970) es un pianista noruego especializado en música clásica, especialmente reconocido por sus interpretaciones de Edvard Grieg.

## Biografía
Andsnes nació en Karmøy y estudió con Jiří Hlinka en el Conservatorio de Música de Bergen, haciendo su debut en Oslo en 1987.  Aparece en Gran Bretaña en el Festival de Edimburgo con la Oslo Philharmonic en 1989, y en los Estados Unidos con la Orquesta de Cleveland conducida por Neeme Järvi en 1990.
En 2002 tocó el Concierto de Piano de Grieg en la noche final de los Proms.
En noviembre de 2009, debutó en el Alice Tully Hall, del Lincoln Center de Nueva York con Los Cuadros de una exposición de Músorgski acompañado de cinco grandes paneles y una proyección de vídeo de Robin Rhode. También ha tocado en el Carnegie Hall y el Mostly Mozart Festival de Nueva York.
Para su proyecto "Día de Beethoven", Andsnes interpretó y grabó los cinco conciertos de piano del compositor con la Orquesta de Cámara Mahler y han sido publicados en Sony Classical.
Fue acogido por el Festival de Música de Cámara de Risør en 1991 y ha desempeñado el puesto de Director Artístico del festival hasta 2010. En junio de 2012 ejerció de Director Musical del Festival de Música de Ojai en California. Desde 2016 dirige el Festival de Rosendal en el fiordo de Hardanger, que concita notables ejecutantes de música de cámara.

## Estilo de interpretación
En Debussy y en Mussorgski demuestra Andsnes la personalidad de su sonido. Físico, contundente, abrumador en algunos pasajes, pero siempre controlado con sumo tacto. "Últimamente estoy obsesionado con dar preponderancia a los graves", asegura. Forma parte de la élite del mundo del piano con un estilo sobrio, alérgico a la afectación, convenciendo al público de que a través de la sencillez y el rigor se puede llegar a lo más alto. "Intento inspirarme en la naturalidad, dejar que el sonido respire, que sea cálido, profundo".
Andsnes cita a Dinu Lipatti, Sviatoslav Richter, Arturo Benedetti Michelangeli y Géza Anda entre sus ídolos.
Sus interpretaciones tienen madurez de concepto, limpieza del fraseo, nitidez del sonido y, sobre todo, vitalidad natural. El grado de equilibrio que poseen sus versiones es muy alto. Especialista en Schumann o Schubert, también toca autores contemporáneos como Sorensen (autor danés cuya obra Sombras del silencio se estrenó en el Carnegie Hall de Nueva York en 2005).

## Discografía selecta

### LP
- 1987 – Chopin; Smetana; Beethoven: Sonatas etc. (Vest-Norsk Plateselskap 0087-14).

### CD
- 1989 – Nielsen: The Wind Chamber Music (BIS CD-428).
- 1990 – Prokofiev: Concierto para piano n.º 3; Sinfonía n.º 7 (Simax PSC 1060).
- 1990 – Chopin; Schumann: Sonata para cello; Adagio & Allegro; etc. (Simax PSC 1063).
- 1991 – Chopin; Smetana; Beethoven: Sonatas etc. (Vest-Norsk Plateselskap 0091-0023).
- 1991 – Grieg: Concierto para piano; Liszt: Concierto para piano n.º 2 (Virgin Classics 0777 7596132 4).
- 1991 – Janáček: Sonata para piano 1.X.1905; In the Mists; etc. (Virgin Classics 0777 7596392 2).
- 1992 – Chopin: Sonatas para piano (Virgin Classics 0777 7590722 3).
- 1993 – Grieg: Sonata para piano; Piezas líricas (Virgin Classics 0777 7 59300 2 3).
- 1993 – Brahms; Schumann: Viola Sonatas, Märchenbilder (Virgin Classics 0 777 7 59309 2 4).
- 1995 – Janáček; Debussy; Ravel; Nielsen: Violin Sonatas (Virgin Classics 7243 5 45122 2 3).
- 1995 – Rachmaninov: Concierto para piano n.º 3 (Virgin Classics 7243 5 45173 2 7).
- 1996 – Nielsen: Piezas para piano (Virgin Classics 7243 5 45129 2 6).
- 1997 – Schumann: Sonata para piano n.º 1; Fantasía (EMI Classics 7243 5 56414 2 7).
- 1998 – The long, long winter night (EMI Classics 7243 5 56541 2).
- 1998 – Brahms: Concierto para piano n.º 1, etc. (EMI Classics 7243 5 56583 2 6).
- 1999 – Szymanowski: Król Roger; Sinfonía n.º 4 (EMI Classics 7243 5 56823 2 1).
- 1999 – Rachmaninov: Songs (EMI Classics 7243 5 56814 2 3).
- 1999 – Haydn: Sonatas para piano (EMI Classics 7243 5 56756 2 0).
- 1999 – Britten; Shostakovich; Enescu (EMI Classics 7243 5 56760 2 3).
- 2000 – Haydn: Conciertos para piano n.º 3, 4 & 11 (EMI Classics 7243 5 56960 2 1).
- 2001 – Liszt: Recital de piano (EMI Classics 7243 5 57002 2 3).
- 2002 – Grieg: Piezas líricas (EMI Classics 7243 5 57296 2 0).
- 2002 – Schubert: Sonata para piano, D. 959; 4 Lieder (EMI Classics 7243 5 57266 2 9).
- 2003 – Schubert: Sonata para piano, D. 850; 9 Lieder (EMI Classics 7243 5 57460 2 3).
- 2003 – Grieg; Schumann: Conciertos para piano (EMI Classics 7243 5 57486 2 1).
- 2003 – Dvořák: Concierto para violín; Quinteto para piano (EMI Classics 7243 5 57439 2 3).
- 2004 – Mozart: Conciertos para piano n.º 9 & 18 (EMI Classics 7243 5 57803 2 4).
- 2004 – Schubert: Winterreise (EMI Classics 7243 5 57790 2 1).
- 2004 – Bartók: Sonatas para violín (EMI Records Ltd; Virgin Classics 7243 5 45668 2 0).
- 2005 – Bartók: Conciertos para piano (Deutsche Grammophon 289 477 5330).
- 2005 – Schubert: Sonata para piano D. 960; 3 Lieder (EMI Classics 7243 5 57901 2 5).
- 2005 – Rachmaninov: Conciertos para piano n.º 1 & 2 (EMI Classics 7243 4 74813 2 1).
- 2006 – Horizons (EMI Classics 0946 3 41682 2 9).
- 2007 – Schubert: Sonata para piano D. 958; Lieder; Fragmentos (EMI Classics 0946 3 84321 2 8).
- 2007 – Ballad for Edvard Grieg (EMI Classics 0946 3 94399 2 8 ;  EMI Classics 0946 3 94399 5 9 Digital)
- 2007 – Schumann; Brahms: Quintetos para piano (Virgin Classics 00946 395143 5 9 Digital)
- 2008 – Mozart: Conciertos para piano n.º 17 & 20 (EMI Classics 50999 5 00281 2 2).
- 2008 – Schubert: Lieder (EMI Classics 50999 5 16443 2 1).
- 2009 – Shadows of Silence (EMI Classics 5099926418223; EMI Classics 5099926418254 Digital)
- 2009 – Mussorgsky: Cuadros de una exposición; Schumann: Kinderszenen (EMI Classics 50999 6 98360 2 2).
- 2010 – Rachmaninov: Conciertos para piano n.º 3 & 4 (EMI Classics 50999 6 40516 2 8).
- 2011 – Schumann: Obras completas para trío con piano (EMI Classics 50999 0 94180 2 8).
- 2012 – The Beethoven Journey: Conciertos para piano n.º 1 & 3 (Sony Classical 87254 20582).
- 2014 – The Beethoven Journey: Conciertos para piano n.º 2 & 4 (Sony Classical 88837 05482).
- 2014 – The Beethoven Journey: Concierto para piano n.º 5; Fantasía coral (Sony Classical 88843 058862).

### CD (como invitado)
- 1993 – Movements. Andsnes; Antonsen; Mørk; Thorsen (EMI Norsk AS SKR 0001).

- 1995 – Andsnes, Antonsen, Mørk (EMI Classics 7243 5 55576 2 9).

- 1995 – Grieg: Concierto para piano en la menor; Sinfonía en do menor. Bergen Philharmonic Orchestra; Dmitri Kitajenko. Edvard Grieg Museum; Trold 08

- 1996 – Chopin for Dummies. Con varios pianistas. (EMI Classics 7243 5 66273 0 7). Toca la Mazurca en la menor Op. 17 n.º 4 de Chopin.

- 1996 – Classical Sounds of Norway. Con varios artistas (Bare Bra Musikk AS BBCD 2001).

- 1998 – Delft Chamber Music Festival. Pettersson; Stravinsky; Schubert. Con varios artistas. (Koch Classics 3-1651-2). Toca el Nocturno en mi bemol mayor, D. 897 de Schubert.

- 2000 – En annen sol. Vamp. Con la cantante Anne Grete Preus. (MajorStudio MSCD 1147).

- 2001 – Leif Ove Andsnes; A Portrait. Con varios artistas (2CD; EMI Classics 7243 5 74789 2 2).

- 2001 – Piano Nocturnes. Con varios pianistas (2CD; EMI; Virgin Classics 7243 5 61952 2 6).

- 2002 – Grieg: Piezas líricas. Edvard Grieg Museum; Trold 16. (Reedición de EMI Classics 7243 5 57296 2 0).

- 2002 – Best of 2002. Con varios artistas (Classic fm CFMACD).

- 2005 – Venn. Con varios artistas noruegos (2CD; Universal Music).

### DVD
- 2004 – The Verbier Festival & Academy 10th Anniversary Piano Extravaganca. Misc. pianists (RCA Red Seal).

- 2005 – Leif Ove Andsnes plays Bach & Mozart. Con la Norwegian Chamber Orchestra (EMI Classics 0946 3 10436 9 7).